# Tijmen Eising
Tijmen Eising (Emmen, 27 maart 1991) is een Nederlandse wielrenner, gravelrijder en ex-veldrijder. De tweevoudig Nederlands kampioen gravel is een zoon van de oud-directeur van FC Emmen, Henk Eising.
In zijn periode bij de nieuwelingen werd hij in 2006 2de op het Nederlands kampioenschap wielrennen op de weg achter Mats Boeve. Begin 2007 won hij het Nederlands kampioenschap veldrijden in diezelfde jeugdcategorie. Een jaar later herhaalde hij dit, ditmaal bij de junioren. Eind 2008 won hij in het Franse Liévin het Europees kampioenschap, hij klopte er Lars van der Haar en Sean De Bie. Hij brak helemaal door dankzij het behalen van de wereldtitel veldrijden 2009 bij de junioren in Hoogerheide. Hij won dat seizoen ook nog de wereldbeker veldrijden.
Aanvankelijk kon hij zijn goede prestaties bij de Beloften doortrekken. Hij kreeg ook een profcontract bij de Belgische topploeg Sunweb-Revor. Zo werd hij op het NK wegwielrennen 2010 3de achter Tom-Jelte Slagter en Ramon Sinkeldam. Maar hij kreeg het steeds moeilijker om zich door te zetten, mede door blessures. Op 31 juli 2013 werd hij ontslagen door zijn ploeg Sunweb-Napoleon Games na matige prestaties.
Vanaf 1 augustus 2013 kwam Eising als wegwielrenner uit voor Metec-TKH Continental Cyclingteam, hij gaf te kennen zich nu volledig op de weg te gaan focussen. In 2019 maakte hij de overstap naar wielerploeg VolkerWessels-Merckx, tegenwoordig VolkerWessels Cycling Team. Vanaf 2024 rijdt hij voor de ploeg BEAT Cycling.
In 2021 werd Eising de eerste Nederlandse kampioen gravel. Drie jaar later werd hij nog eens Nederlands gravelkampioen.

## Palmares

### Veldrijden
2007
 Nederlands kampioen veldrijden (nieuwelingen)
2008
 Nederlands kampioen veldrijden (junioren)
 Europees kampioen veldrijden (junioren)
2009
 Wereldkampioen veldrijden (junioren)

### Wegwielrennen
2011
1e etappe Małopolski Wyścig Górski
2012
Ronde van Eelde
Ronde van Beilen
2013
Ronde van de Westereen
2014
De grote prijs van Lichtenvoorde
Ronde van Midden-Brabant
1e etappe Ronde van Tsjechië (ploegentijdrit)

### Gravelrace
2021
 Nederlands kampioen gravel
2024
 Nederlands kampioen gravel
Beelen · Bossuyt · Eeckhout · Eising · Kloucek · Polnický · Schoonacker · Van Compernolle · Van Dael · van den Brand · Vanthourenhout · Vantornout · Vernaeckt
Beelen · Boden · Bossuyt · Braet · De Clercq · Eeckhout · Eising · Kloucek · Polnický · Van Compernolle · Van Dael · van den Brand · Vanthourenhout · Vantornout · Vernaeckt · Zlámalík
Aernouts · Beelen · Boden · Bossuyt · Braet · De Clercq · Eeckhout · Eising · Merlier · Pauwels · Polnický · Vanthourenhout · Vantornout · Zlámalík
Aernouts · Beelen · Boden · Bossuyt · Braet · Eising · Hník · Merlier · Pauwels · Vantornout
Aernouts · Braet · Eising · B.Merlier · T.Merlier · Pauwels · van Tichelt · Vantornout · Vermeersch · Wouters
Ariesen · van Bakel · van den Berg · Bouwmans · Dekker · Eising · Gmelich Meijling · Hamelink · van der Horst · de Kleijn · Krul · de Laat · de Lange · Lindenburg · Nieuwpoort · van der Tuuk